# عبد الرزاق بيطام
عبد الرزاق بيطام (18 أبريل 1989 بعين التوتة في الجزائر - ) هو مدرب كرة قدم ولاعب كرة قدم جزائري في مركز الدفاع. شارك مع منتخب الجزائر تحت 20 سنة لكرة القدم ومنتخب الجزائر تحت 23 سنة لكرة القدم. أما مع النوادي، فقد لعب مع شبيبة القبائل ومولودية باتنة.

## روابط خارجية
- عبد الرزاق بيطام على موقع قاعدة بيانات كرة القدم.إي يو (الإنجليزية)
- عبد الرزاق بيطام على موقع Soccerway.com (الإنجليزية)